# Pseudosphinx tetrio
Genre
Espèce
Le Sphinx du frangipanier (Pseudosphinx tetrio) est une espèce néotropicale de lépidoptères de la famille des Sphingidae. Elle est l'unique représentante du genre monotypique Pseudosphinx .

## Description

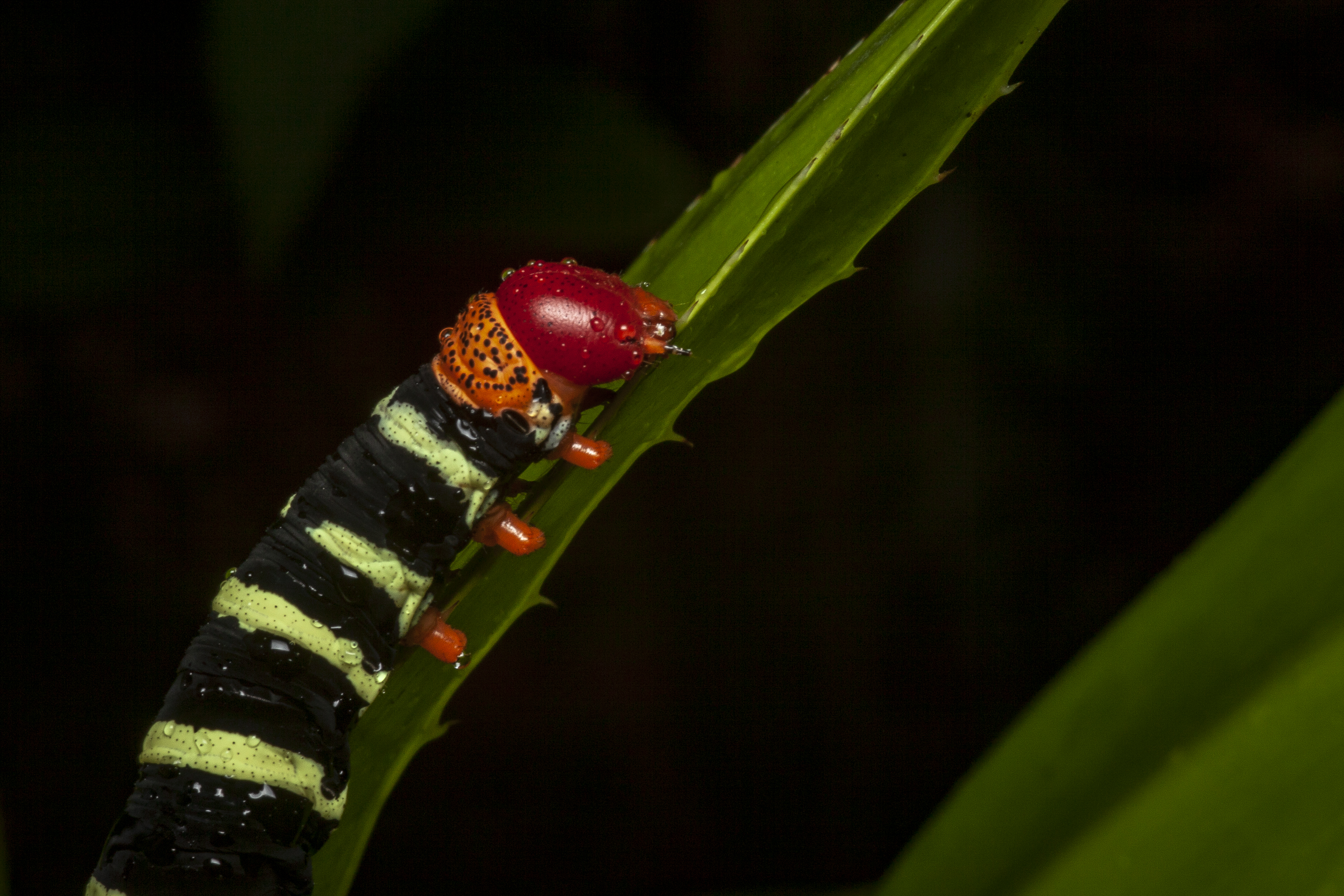

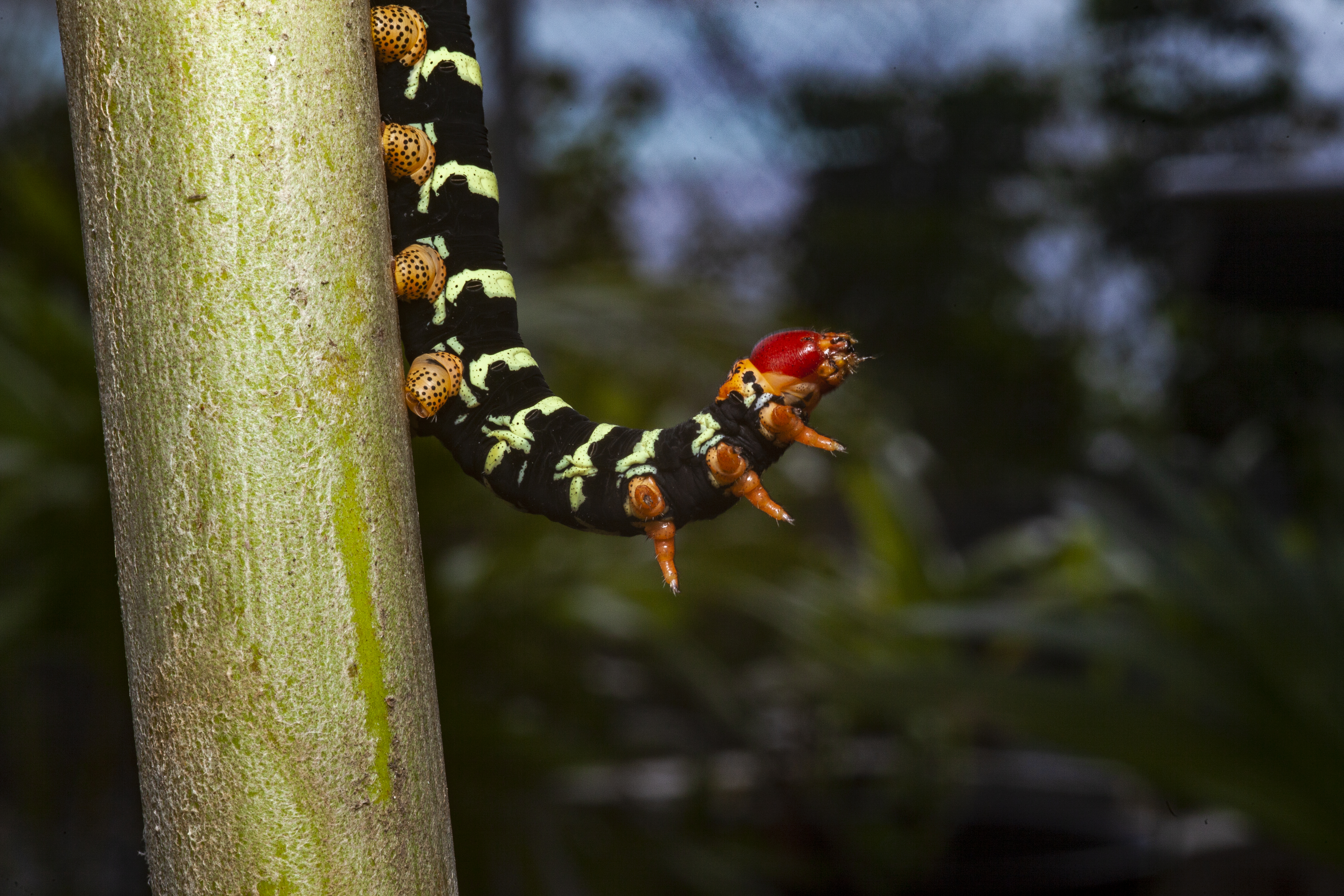

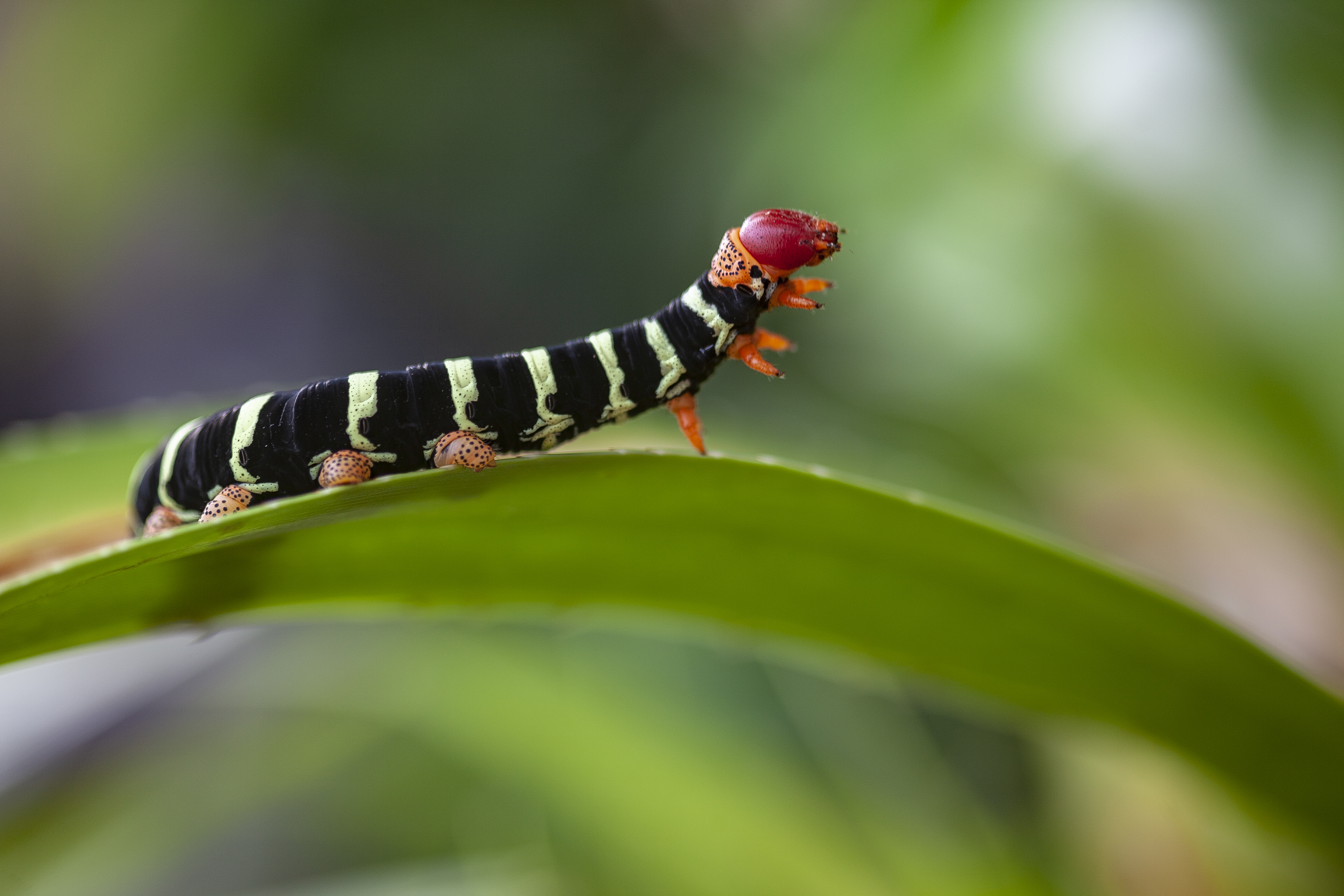

La chenille est de grande taille, à rayures de couleur jaune et noire et à tête rouge-orange.
Sur l'arrière du corps, elle possède un filament qui oscille dans un mouvement de va-et-vient lors de sa marche.
Le papillon est de grande taille, gris avec de gros yeux noirs.

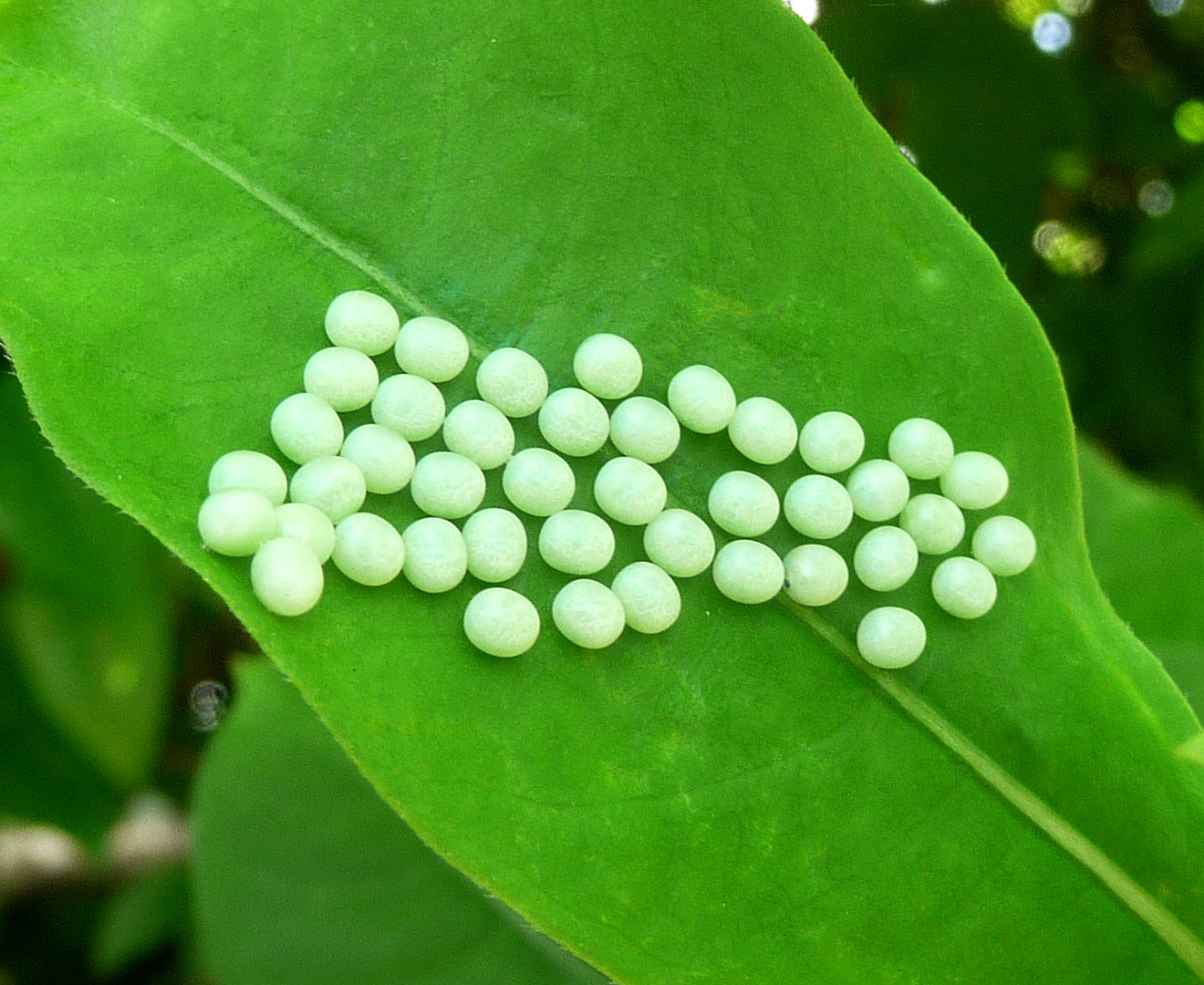
Les œufs.
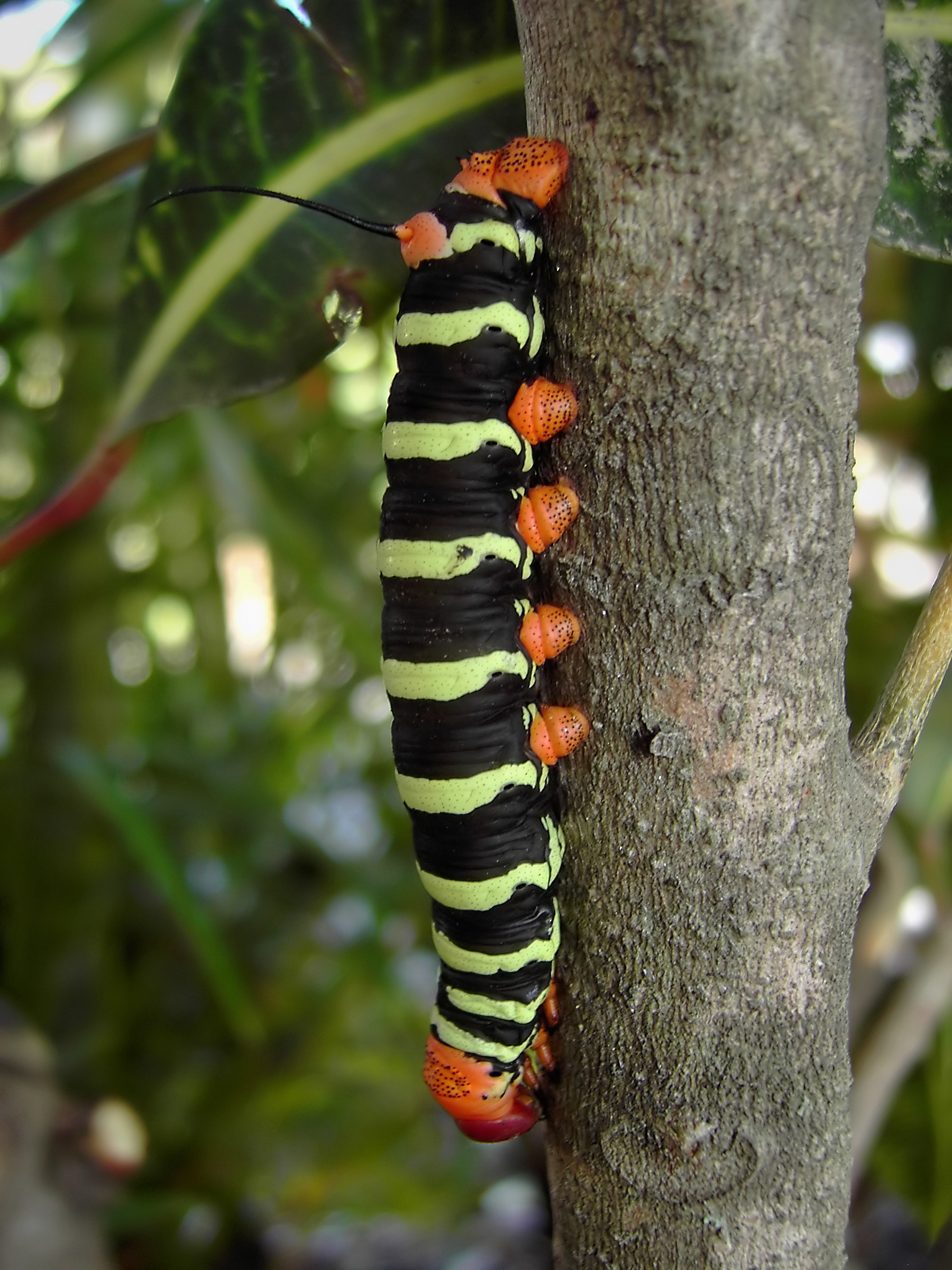
La chenille.
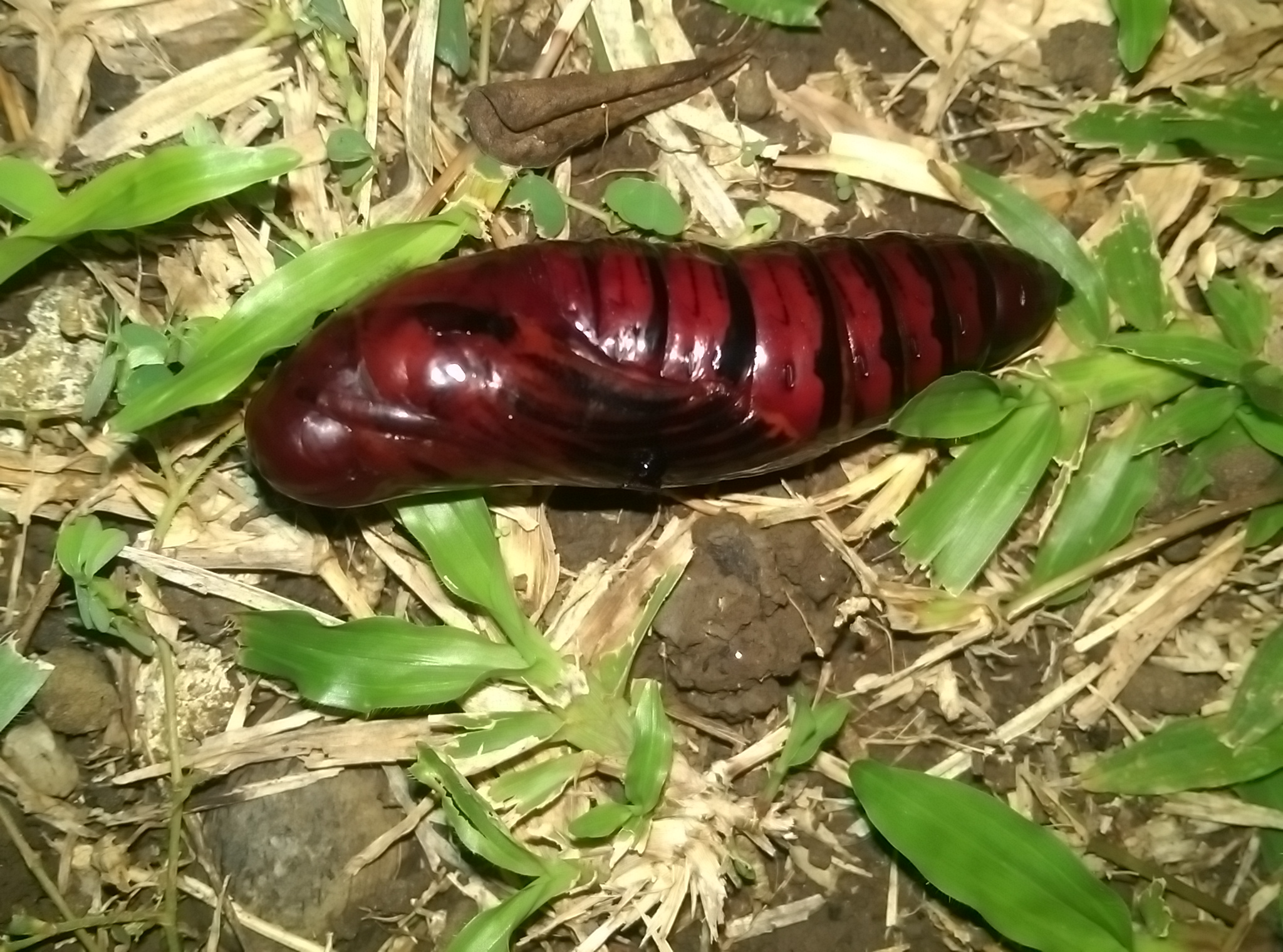
La chrysalide.

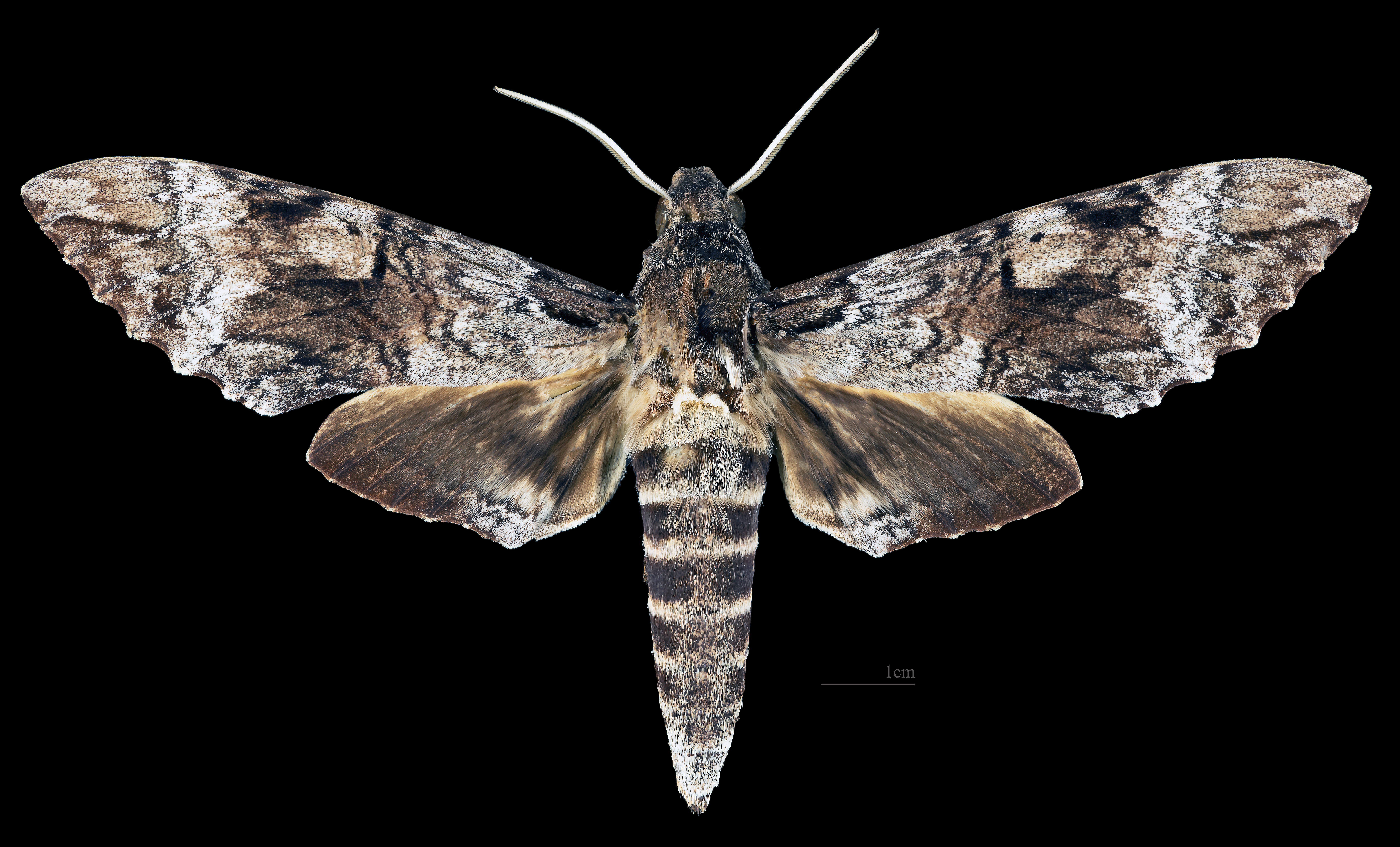
Avers du mâle (coll.MHNT)
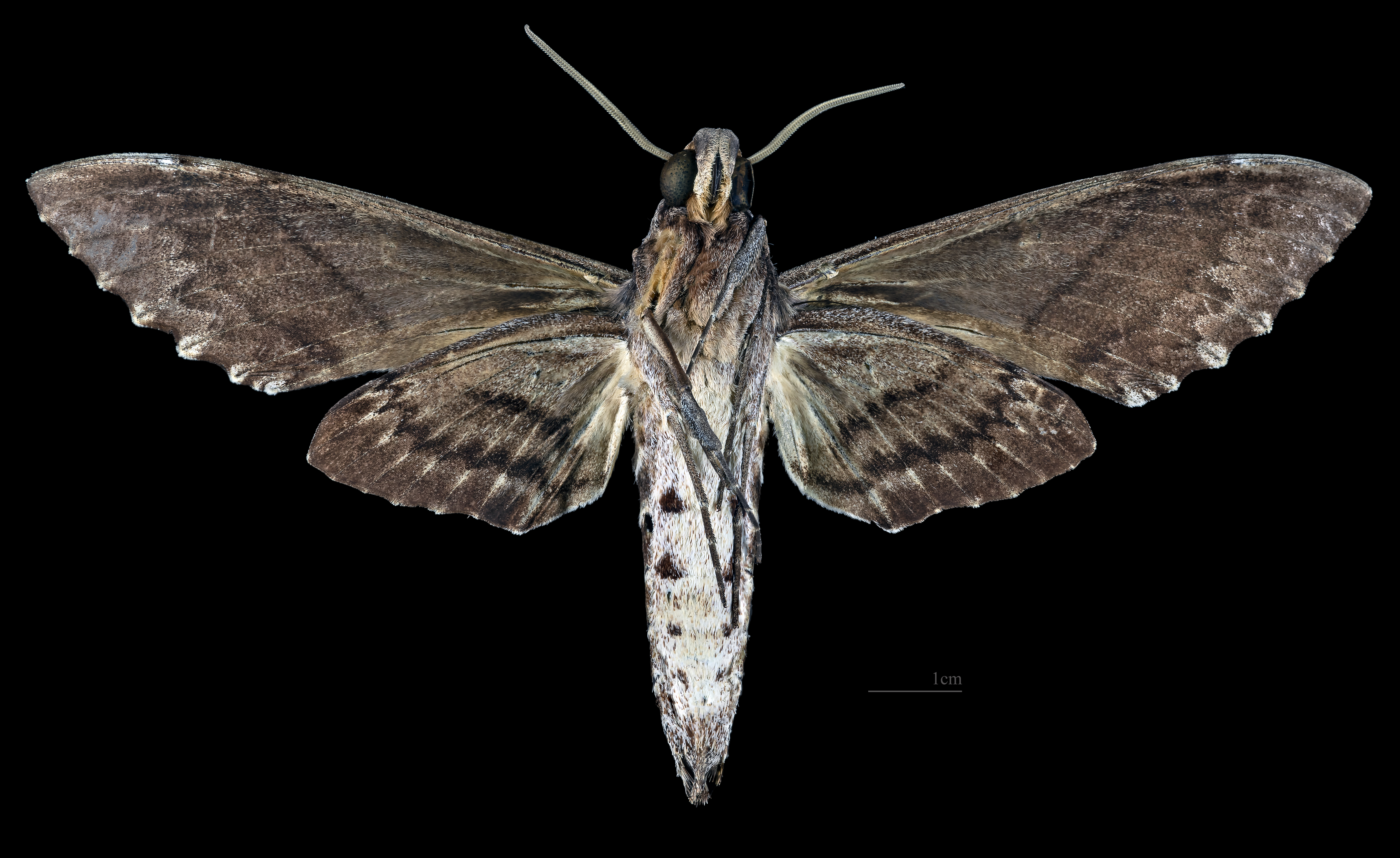
Revers du mâle (coll.MHNT)
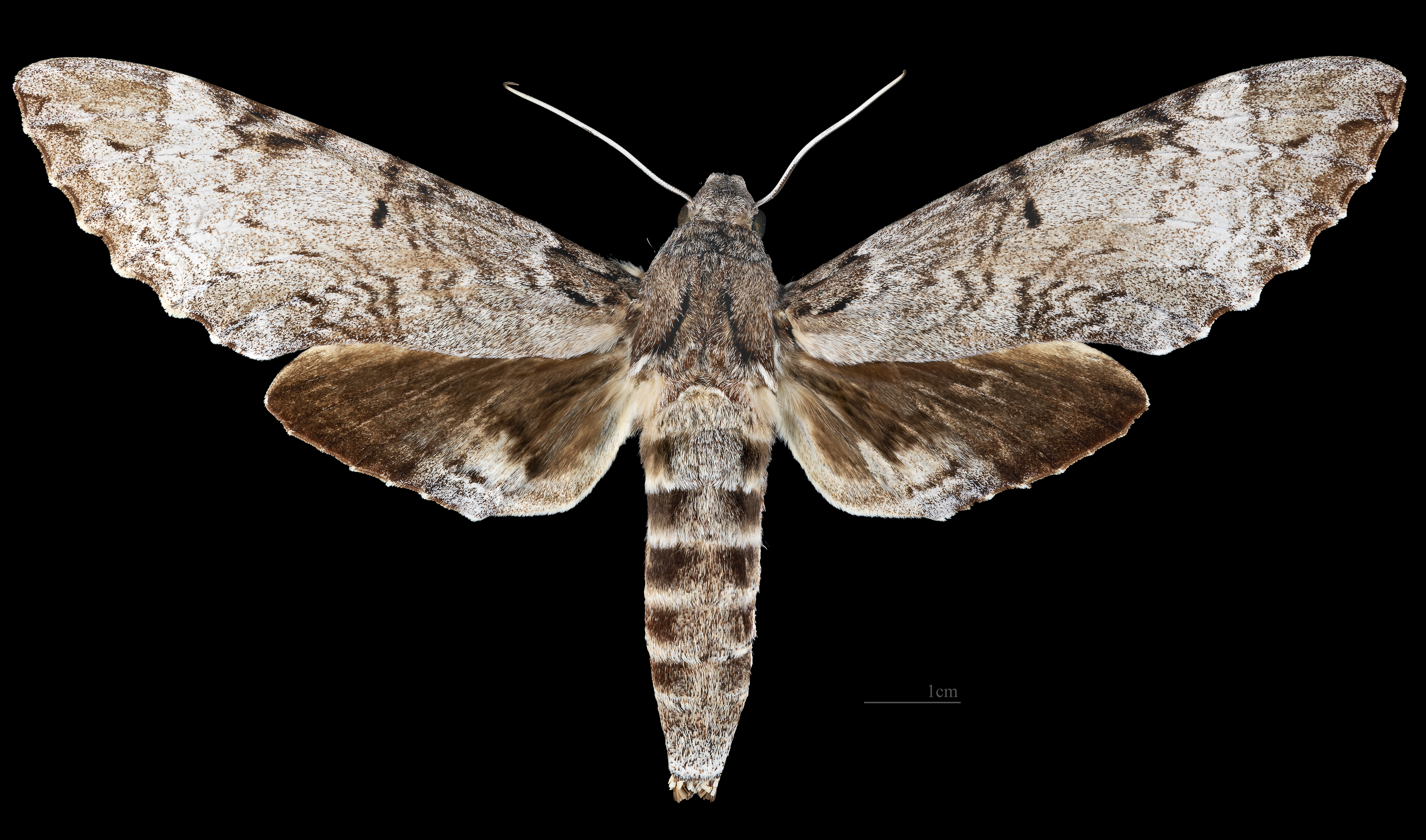
Avers de la femelle (coll.MHNT)
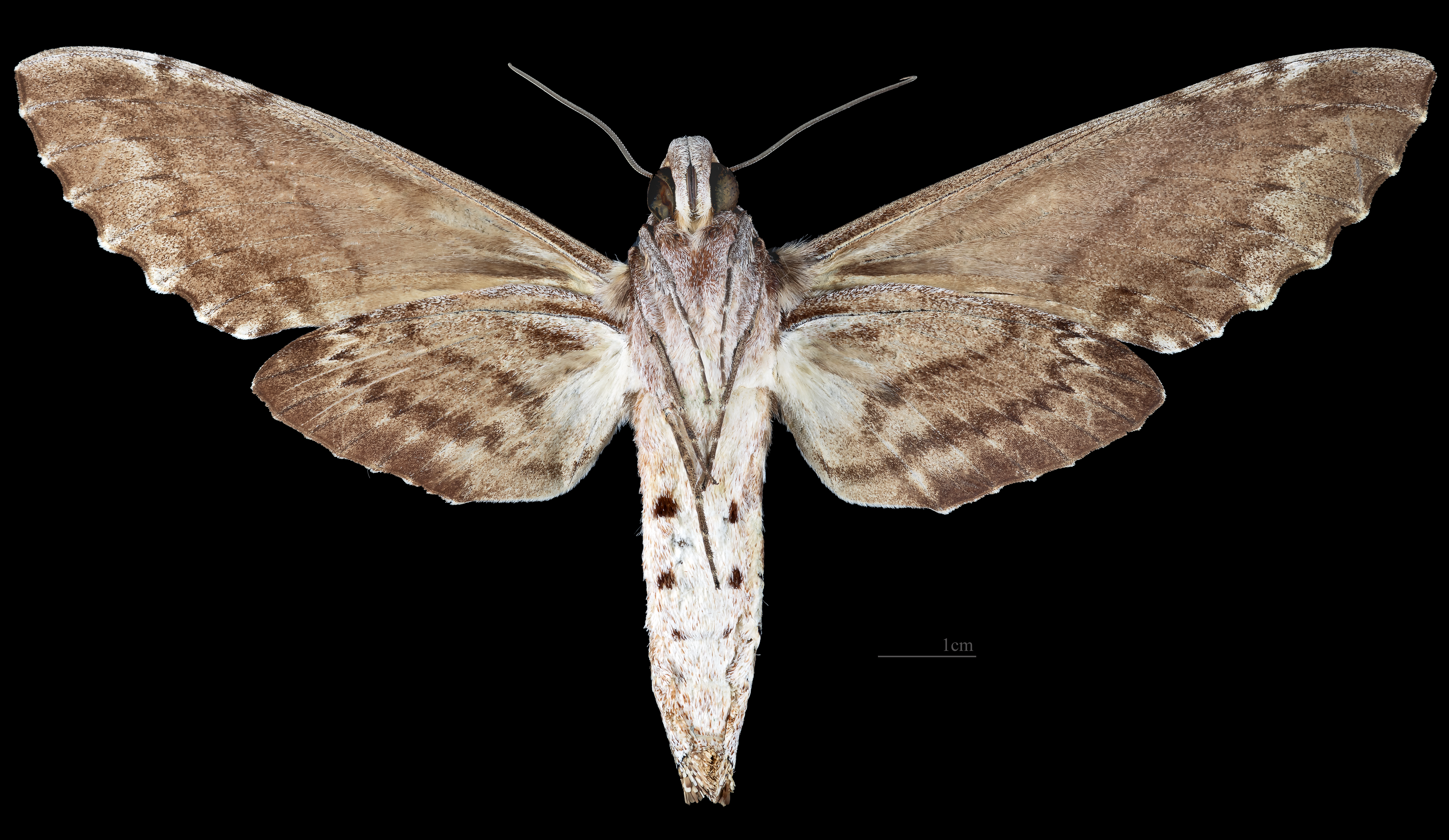
Revers de la femelle (coll.MHNT)

## Répartition

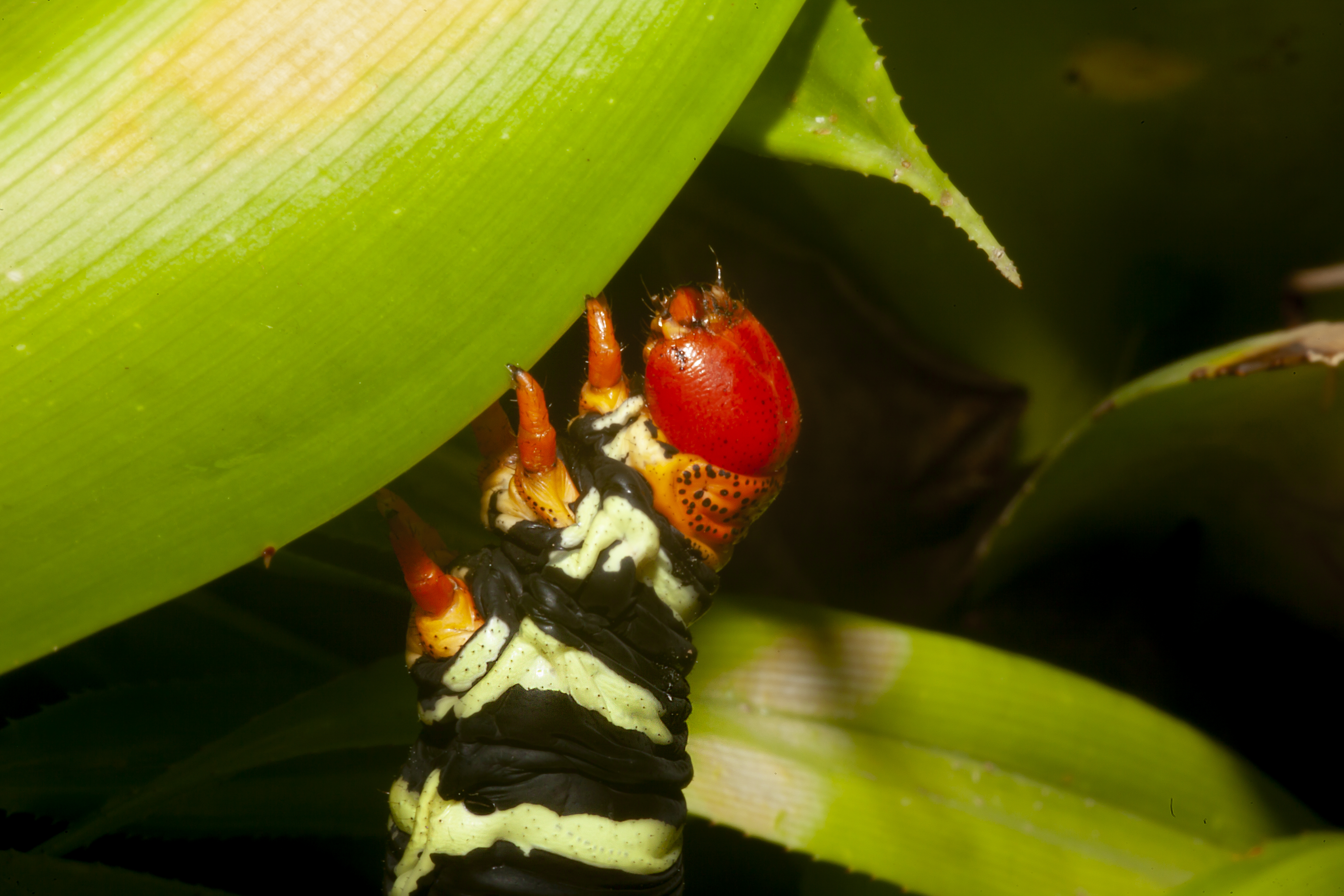
Photo réalisée à Saint-Martin aux Antilles

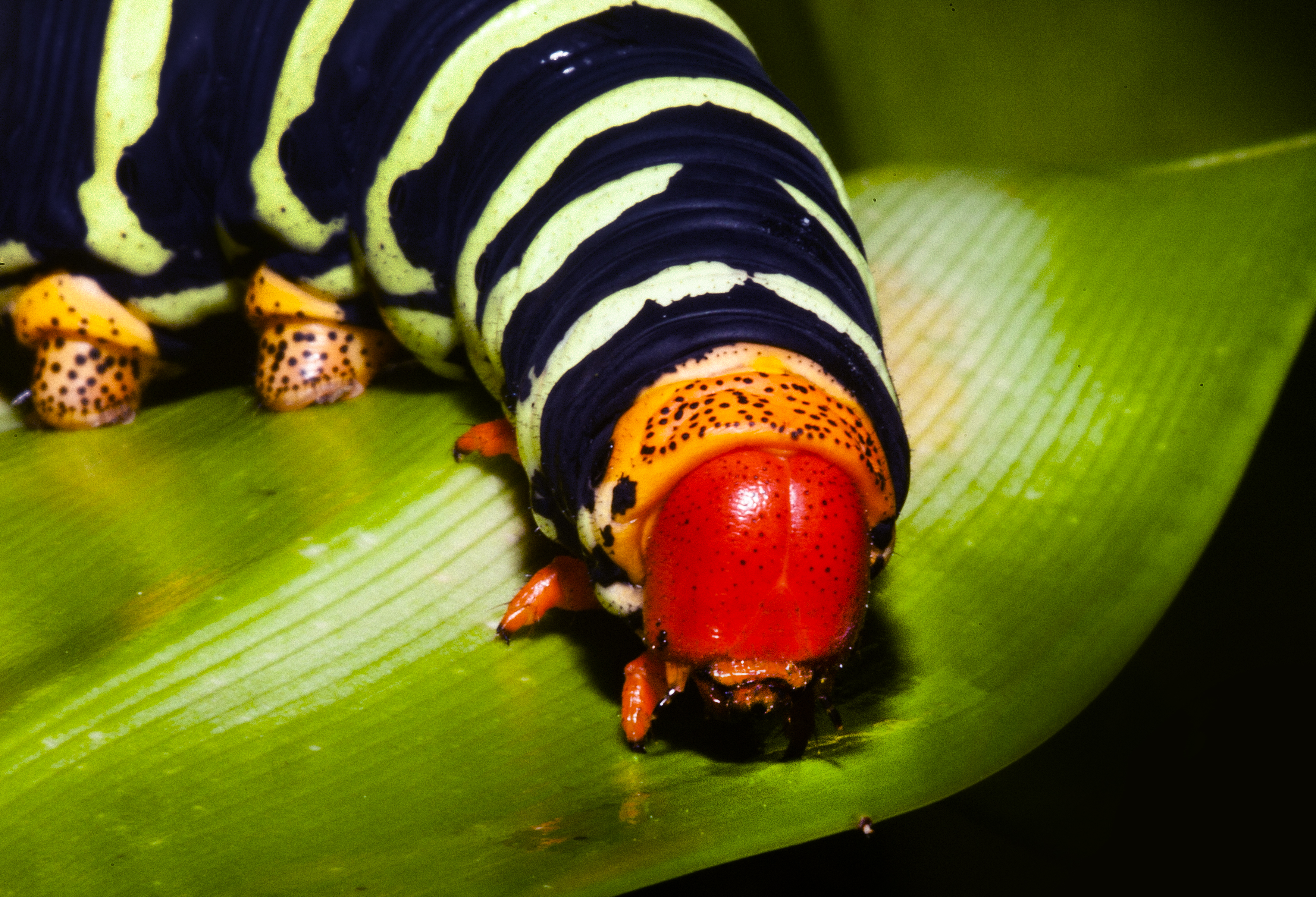

Son aire de répartition s'étend du Sud du Brésil au Sud des États-Unis (notamment le Texas et la péninsule de Floride) via l'Amérique centrale, le Mexique et les Antilles. 
L'espèce est notamment présente aux Antilles françaises.

## Systématique
L'espèce Pseudosphinx tetrio a été décrite par l’entomologiste suédois Carl von Linné en 1771, sous le nom initial de Sphinx tetrio.
Son genre actuel Pseudosphinx, dont elle est l'espèce type et l'unique espèce, a été décrit en 1856 par l'entomologiste argentin Hermann Burmeister.

### Synonymie
Pour l'espèce :
- Sphinx tetrio Linnaeus, 1771
- Sphinx hasdrubal Cramer, 1779
- Sphinx plumieriae Fabricius, 1793
- Pseudosphinx obscura Butler, 1876

Pour le genre :
- Macrosila Lucas, 1857

## Biologie
Cette espèce très vorace consomme les feuilles de frangipanier (Plumieria rubra) et d'allamanda, arbres qui peuvent être défoliés en quelques jours.
Elle est communément appelée « chenille gloutonne » car elle mange des quantités astronomiques : jusqu'à deux fois son poids en 24 heures.